# ローンスターパーク競馬場
ローンスターパーク競馬場(Lone Star Park Race Track)はアメリカ合衆国テキサス州のグランドプレーリー（ダラス郊外にある町）にある競馬場。1997年にオープンした比較的新しい競馬場である。
2004年にアメリカの競馬の祭典であるブリーダーズカップが開催されて話題を呼んだ。

## 歴史
- 1997年:開場
- 2004年:第21回ブリーダーズカップが開催される。

## 主な競走
- テキサスマイル(G3)
- ウォルマックローンスターダービー(G3)
- ローンスターパークハンデキャップ(G3)

など